# Distretto di Kota
Il distretto di Kota è un distretto del Rajasthan, in India, di 1 568 580 abitanti. È situato nella divisione di Kota e il suo capoluogo è Kota.